# Hoplocampa brevis
Hoplocampa brevis, ook wel bekend als de perenzaagwesp, is een vliesvleugelig insect uit de familie van de bladwespen (Tenthredinidae). De wetenschappelijke naam van de soort is voor het eerst geldig gepubliceerd in 1816 door Klug. Deze bladwespsoort legt haar eieren op peer (Pyrus communis). Deze soort komt oorspronkelijk voor in delen van Azië, maar is ook te vinden in perenboomgaarden in zowel Europa als ook in Noord-Amerika.

## Uiterlijke kenmerken
Volwassen wespen zijn circa 5 millimeter groot en zijn rood-gelig van kleur.De meeste individuen zijn vrouwelijk aangezien de meest algemene manier van voortplanting binnen deze soort parthenogenese is. De larven zijn aan het einde van hun ontwikkeling ongeveer 8 millimeter groot en zijn grijs-gelig van kleur, met een roodbruin/zwarte kop.

## Levenscyclus
Deze bladwespen hebben net als veel andere wespensoorten drie levensstadia. Een larvaal stadium, een pupaal stadium en een volwassen stadium. Deze soort brengt het meest van zijn tijd door in het pupale stadium. De volwassen wespen komen vaak tevoorschijn in het begin van de lente. Dit is vaak maar een kleine periode van maximaal een week waarin alle volwassen wespen tevoorschijn komen. De volwassen wespen zijn bijna uitsluitend vrouwtjes, want deze soort plant voort door middel van parthenogenese. De perenbomen dragen op dat moment hun bloesems. De vrouwtjeswespen gebruiken deze bloesems om hun eieren in te leggen, maar ook als een voedselbron van nectar. De vrouwtjes kunnen in tot wel 40 bloesems elk een eitje leggen. Dit eitje leggen ze onder de epidermis van de bloemknoppen tussen de twee kelkbladen in. Hier maakt het vrouwtje een incisie naar het centrum van de kelk met haar zaagvormige legboor. Het eitje komt na ongeveer een week uit, waarna de larve zich een baan eet naar het centrum van het vruchtbeginsel. Als het uitgegeten is op het eerste vruchtbeginsel, verlaat de larve deze en gaat op zoek naar een tweede vrucht. In deze tweede vrucht graaft de larve zich naar het midden van het vruchtbeginsel. Zelden wordt er een derde vrucht opgezocht voor het einde van de larvale ontwikkeling. Wanneer de larve alle stadia heeft doorlopen, laat deze zich vallen op de grond. Hierna graaft het zichzelf in onder de grond en spint daar een cocon. De larve blijft tot en met de volgende lente in een diapauze, waarna het als een volwassen wesp de grond uit kruipt. Sommige larven, circa 25%, spenderen nog een jaar extra als pop onder de grond.

## Schade
De larve brengt op twee verschillende manieren schade aan op perenbomen. Ten eerste op het primaire vruchtbeginsel, wat vervolgens resulteert in het voor zaagwespen kenmerkende litteken. Maar ook in de tweede vrucht maakt de larve een incisie naar het midden van de peer toe. Het resultaat zijn vaak vruchten die misvormd of opgezwollen zijn. Vaak zijn primaire vruchten voorzien van vlekken. Secundaire vruchten zijn vaak voorzien van gaten en kunnen sporen van ontlasting van de larven bevatten. Het besmette fruit valt ook vaak voortijdig op de grond.

## Bestrijding
Veelal wordt deze soort bestrijd met behulp van pesticiden. Deze strategie wordt vooral toegepast op de volwassen wespen. Dit wordt  voor het bloeien van de perenbloesems gedaan en is een strategie om ervoor te zorgen dat de poppen langer in diapauze blijven. Naast deze toepassing wordt er af en toe ook gebruik gemaakt van directe bestrijding van de volwassen wespen met pesticiden. In de herfst wordt ook nog een derde vorm van bestrijding toegepast, waarbij de grond rondom de perenbomen wordt bewerkt, waarmee de pop stadia aangepakt worden. Naast conventionele technieken zijn er ook biologische bestrijdingstechnieken tegen deze soort. Een voorbeeld hiervan is het gebruik van nematode mengsels in de aarde rondom de perenbomen. Soorten zoals Heterorhabditis bacteriophora en Steinernema carpocapsae zijn in staat om larven van de perenzaagwesp effectief te bestrijden.